# Opolski Festiwal Skoków 2012
VII Opolski Festiwal Skoków – zawody lekkoatletyczne, które odbyły się 6 czerwca 2012 w Opolu.
Rozegrane zostały konkursy skoku wzwyż mężczyzn i kobiet.

## Rezultaty
| Konkurencja:        | 1. miejsce          | Rezultat   | 2. miejsce       | Rezultat | 3. miejsce          | Rezultat |
| Skok wzwyż mężczyzn | Iwan Uchow          | 2,37 WL PB | Jaroslav Bába    | 2,24     | Piotr Śleboda       | 2,24     |
| Skok wzwyż kobiet   | Izabela Mikołajczyk | 1,92 PB    | Kamila Stepaniuk | 1,89     | Wiktorija Dobrynśka | 1,86     |